# Hans-Dieter Brüchert
Hans-Dieter Brüchert (* 18. srpna 1952 Jarmen, NDR) je bývalý východoněmecký zápasník, volnostylař. V roce 1976 vybojoval stříbro na olympijských hrách. V roce 1974 vybojoval bronz na mistrovství světa. V roce 1974 vybojoval stříbro a v roce 1976 bronz na mistrovství Evropy. Třikrát se stal šampiónem NDR. V roce 1980 ukončil reprezentační kariéru.
V roce 1978 promoval na Fakultě tělesné kultury v Lipsku. V letech 1980 až 1981 vedl výcvikové středisko zápasu v Postupimi. Od roku 1981 působil jako učitel tělesné výchovy na střední škole v Michendorfu. Od roku 1989 pak jako ředitel základní školy tamtéž.